# 伊藤利彦
伊藤 利彦  (いとう としひこ、1939年または1940年 - ) は、日本の地方公務員。広島市財政局長、同収入役、広島バスセンター社長を歴任。瑞宝小綬章受章。

## 人物・経歴
1958年 (昭和33年) 広島県立廿日市高等学校卒業、1962年 立命館大学法学部卒業、広島市役所入庁、1995年 (平成7年) 4月 山岡俊英の後任として環境事業局長、1997年4月 同職を池原資實と交代し財政局長、1999年5月 千田淳と同職を交代し若狹武治の後任として広島市収入役、2003年3月 松浦洋二を後任として収入役を辞職。
市役所退職後に株式会社広島バスセンター代表取締役社長。

## 栄典
- 2019年4月 令和元年春の叙勲で地方自治功労により瑞宝小綬章を受章[1]